# Ильницкий, Людвиг Яковлевич
Людвиг Яковлевич Ильницкий (укр. Людвіг Якович Ільницький; род. 1930) — советский и украинский учёный, доктор технических наук (1970), профессор (1971), заслуженный профессор Национального авиационного университета (2000).
Специалист в области авиационной радиоэлектроники. Автор многих трудов, включая монографии и учебники, а также ряда патентов и изобретений СССР и Украины.

## Биография
Родился 21 апреля 1930 года в селе Козинцы Липовецкого района Винницкой области Украинской ССР.
В 1951 году окончил Львовский политехнический институт (ныне Национальный университет «Львовская политехника»). После этого работал на инженерных должностях в Новосибирском Научно-исследовательском институте Министерства радиотехнической промышленности.
Переехав в Украинскую ССР, продолжил заниматься научно-педагогической деятельностью. В 1956—1958 занимал должность ассистента кафедры теоретической радиотехники Львовского политехнического института. В 1958 году защитил кандидатскую диссертацию на тему «Методы осциллографического исследования дифференциальных параметров электронных ламп», после чего в течение года занимал должность доцента кафедры «Теоретические основы радиотехники» Новосибирского электротехнического института (ныне Новосибирский государственный технический университет). Снова вернувшись в Украину, в 1959—1961 годах работал в Институте автоматики Госплана УССР.
В 1961 году Людвиг Яковлевич перешел работать в Киевский институт гражданского воздушного флота (ныне Национальный авиационный университет), где с 1962 года заведовал кафедрой антенно-фидерных устройств, а с 1986 года — заведующий и с 2000 года — профессор кафедры электродинамики радиотехнического факультета. В 1970 году защитил докторскую диссертацию на тему «Применение дробно-рациональных приближений в теории функциональных преобразователей». Ученое звание профессора было присвоено в 1971 году. Под его научным руководством защитили диссертации 22 кандидата и 3 доктора наук.
Л. Я. Ильницкий являлся членом ученого совета Национального авиационного университета (1971—2000), а также членом специализированных ученых советов ВАК СССР и Украины (1971—2000), Украинской национальной ассоциации «Антенны» (1971—2010), Всесоюзной научно-методической комиссии Минвуза СССР по вопросам электромагнитной совместимости (1972—1991) и редколлегии сборников научных трудов, журнала «Радиолюбитель» издательства «Советское радио».
Был председателем бюро секции электромагнитной совместимости НТО РЭС Украины, избран академиком Академии связи Украины (1993), академиком Транспортной академии Украины (1994) и академиком Международной академии информатизации ООН (1994).
Был женат с 1956 года на Ильницкой Маргарите Владимировне (урождённая Типакова, 1929—2007) — пианистке и педагоге.

## Заслуги
- Награждён медалями «За доблестный труд» (1970), «В память 1500-летия Киева» (1982) и «Ветеран труда» (1985).
- Награждён Почетной грамотой Президиума Верховного Совета УССР (1979) и грамотой Верховного Совета УССР (1983).
- «Заслуженный деятель науки и техники Украины» (1991), «Отличник образования Украины» (1999).
- Удостоен знаков «Отличник Аэрофлота» (1973), «Изобретатель СССР» (1981) и знака Национального авиационного университета «За добросовестный труд» (2005).